# Rally Dakar 2003
Il Rally Dakar 2003 è stata la 25ª edizione del Rally Dakar (partenza da Marsiglia, arrivo a Sharm el-Sheikh).

## Tappe
Nelle 19 giornate del rally raid furono disputate 17 tappe ed una serie di trasferimenti (8.552 km), con 17 prove speciali per un totale di 5.216 km.

## Classifiche

### Moto
Hanno finito la gara 98 delle 162 moto iscritte.
| Pos. | Pilota                  | Mezzo               |
| ---- | ----------------------- | ------------------- |
| 1    | Richard Sainct          | Gauloises – KTM     |
| 2    | Cyril Despres           | Gauloises – KTM     |
| 3    | Fabrizio Meoni          | Gauloises – KTM     |
| 4    | Jean Brucy              | Gauloises – KTM     |
| 5    | Jean de Azevedo         | Petrobras – Lubrax  |
| 6    | Per-Gunnar Lundmark     | Farmerlips          |
| 7    | Pål Anders Ullevålseter | Farmerlips          |
| 8    | Carlo de Gavardo        | KTM Factory Team    |
| 9    | Marek Dąbrowski         | Orlen Team          |
| 10   | François Flick          | Bijouteries Carador |

### Auto
Hanno finito la gara 61 delle 130 auto iscritte.
| Pos. | Pilota               | Navigatore        | Mezzo                   |
| ---- | -------------------- | ----------------- | ----------------------- |
| 1    | Hiroshi Masuoka      | Andreas Schulz    | Mitsubishi Motor Sports |
| 2    | Jean-Pierre Fontenay | Gilles Picard     | Mitsubishi Motor Sports |
| 3    | Stéphane Peterhansel | Jean-Paul Cottret | Mitsubishi Motor Sports |
| 4    | Carlos Sousa         | Henri Magne       | Mitsubishi Motor Sports |
| 5    | Giniel de Villiers   | Pascal Maimon     | Nissan Xx               |
| 6    | Stéphane Henrard     | Bobby Willis      | Volkswagen Tarek        |
| 7    | Ari Vatanen          | Tina Thörner      | Nissan Xx               |
| 8    | Jutta Kleinschmidt   | Fabrizia Pons     | Volkswagen Tarek        |
| 9    | Luc Alphand          | Matthew Stevenson | BMW-X-Raid              |
| 10   | José-Luis Monterde   | Rafael Tornabell  | Mitsubishi-Ralliart     |

### Camion
Hanno finito la gara 27 dei 51 camion iscritti.
| Pos. | Equipaggio                                             | Mezzo             | Tempo/Distacco |
| ---- | ------------------------------------------------------ | ----------------- | -------------- |
| 1    | Vladimir Čagin - Semion Yakoubov - S. Savostine        | Kamaz             | 61h36'40"      |
| 2    | André de Azevedo - Tomas Tomecek - Jaromir Martinec    | Tatra             | a 1h02'01"     |
| 3    | Firdaus Kabirov - Aydar Belyaev - Evgeny Karlamov      | Kamaz             | a 1h25'04"     |
| 4    | Jan de Rooy - Yvo Geusens - Hugo Duisters              | DAF               | a 2h38'49"     |
| 5    | Yoshimasa Sugawara - Seichi Suzuki - Teruhito Sugawara | Hino              | a 10h21'28"    |
| 6    | Philippe Jacquot - Maillot - Simonin                   | Man               | a 17h 27'42"   |
| 7    | Jean-Paul Bosonnet - Serge Lacourt - Bonnair           | Mercedes          | a 17h53'05"    |
| 8    | Corrado Pattono - Santoro                              | Mercedes          | a 18h30'29"    |
| 9    | Maurizio Panseri - Paccani - Cambiaghi                 | Mercedes Overlook | a 19h31'28"    |
| 10   | Franz Echter - Lehrer - Ruf                            | Volkswagen        |                |